# García Álvarez de Tolède (1514-1577)
Pour les articles homonymes, voir García Álvarez de Toledo.
Garcia Alvarez de Tolède (en espagnol : García Álvarez de Toledo y Osorio), né le 29 août 1514 et mort le 31 mai 1577, est un officier militaire et homme politique espagnol. Il est le quatrième marquis de Villafranca del Bierzo.

## Biographie
Il naît à Villafranca del Bierzo en 1514 et est le fils de Pierre Alvarez de Tolède, deuxième marquis de Villafranca del Bierzo et vice-roi de Naples de 1532 à 1553. Sa mère est Juana Pimentel, marquise de Villafranca del Bierzo. Ferdinand Alvare de Tolède, troisième duc d'Albe de Tormes est son cousin. Parmi ses nombreux frères et sœurs, on compte Éléonore de Tolède, épouse de Cosme Ier de Toscane.
Il commence sa carrière militaire sous le commandement d'Andrea Doria, sur les galères de Naples, en tant que commandant de deux navires. En 1535, alors déjà commandant de six galères, il se distingue lors des batailles de La Goulette, Tunis, Alger, Sfax. Il est nommé par la suite capitaine général des galères de Naples.
Il est capitaine général de l'expédition en Grèce, et capitaine général de la mer (capitán general del mar), un titre qu'il reçoit en 1544 après avoir combattu Barberousse. Il est vice-roi de Catalogne de 1558 à 1564, puis colonel général de l'infanterie du royaume de Naples, et finalement vice-roi de Sicile de 1564 à 1566. 
En tant que vice-roi de Sicile, il accomplit ses deux plus grandes réussites : la conquête de Peñón de Vélez de la Gomera en 1564, et la mise en échec du siège de Malte en 1565. Pour le récompenser, le roi Philippe II d'Espagne lui donne les titres de duc de Fernandina (es) et de prince de Montalbán, le 24 décembre 1569. Il meurt à Naples en 1577.

## Mariage et enfants
Le 5 avril 1536 à Naples, le marquis se marie avec Vittoria Colonna, la fille d'Ascanio Colonna, second duc de Paliano, grand connétable du royaume de Naples et de Giovanna d’Aragona. Ils auront six enfants : 
- Pierre Alvarez de Tolède, cinquième marquis de Villafranca del Bierzo et grand d'Espagne,
- Marie de Tolède, mariée avec Fadrique Alvarez de Tolèdo, quatrième duc d'Albe de Tormes,
- Jeanne de Tolède, mariée avec Bernardino Pimentel, troisième marquis de Távara,
- Leonora Álvarez de Tolède, mariée avec son cousin le prince de Toscane, Pierre de Médicis,
- Anne de Tolède, mariée avec Gómez Dávila, troisième marquis de Velada,
- Inés de Tolède, mariée avec Juan Pacheco, second marquis de Cerralbo.

Il aura aussi deux enfants illégitimes :
- Fadrique Álvarez de Tolède, seigneur de Gaipuli,
- Delia de Tolède, religieuse carmélite.